# Вудленд-Гайтс (Пенсільванія)
Вудленд-Гайтс (англ. Woodland Heights) — переписна місцевість (CDP) в США, в окрузі Венанго штату Пенсільванія. Населення — 1180 осіб (2020).

## Географія
Вудленд-Гайтс розташований за координатами 41°24′39″ пн. ш. 79°42′7″ зх. д. / 41.41083° пн. ш. 79.70194° зх. д. (41.410790, -79.701898).  За даними Бюро перепису населення США в 2010 році переписна місцевість мала площу 4,36 км², з яких 4,22 км² — суходіл та 0,13 км² — водойми.

## Демографія
Згідно з переписом 2010 року, у переписній місцевості мешкала 1261 особа в 551 домогосподарстві у складі 377 родин. Густота населення становила 289 осіб/км².  Було 587 помешкань (135/км²).
Расовий склад населення:
| - 97,2 % — білих - 0,3 % — чорних або афроамериканців - 0,1 % — азіатів |

До двох чи більше рас належало 2,0 %. Частка іспаномовних становила 1,3 % від усіх жителів.
За віковим діапазоном населення розподілялося таким чином: 22,6 % — особи молодші 18 років, 61,4 % — особи у віці 18—64 років, 16,0 % — особи у віці 65 років та старші. Медіана віку мешканця становила 41,8 року. На 100 осіб жіночої статі у переписній місцевості припадало 89,6 чоловіків;  на 100 жінок у віці від 18 років та старших — 85,6 чоловіків також старших 18 років.
Середній дохід на одне домашнє господарство  становив 53 290 доларів США (медіана — 55 110), а середній дохід на одну сім'ю — 55 710 доларів (медіана — 56 050). За межею бідності перебувало 18,6 % осіб, у тому числі 43,0 % дітей у віці до 18 років та 3,9 % осіб у віці 65 років та старших.
Цивільне працевлаштоване населення становило 439 осіб. Основні галузі зайнятості: виробництво — 27,6 %, освіта, охорона здоров'я та соціальна допомога — 20,3 %, роздрібна торгівля — 15,7 %, транспорт — 14,4 %.